# Liste der Bodendenkmale in Reichenbach/O.L.
In der Liste der Bodendenkmale in Reichenbach/O.L. sind die Bodendenkmale der Stadt Reichenbach/O.L. und ihrer Ortsteile nach dem Stand der Auflistung von Harald Quietzsch und Heinz Jacob aus dem Jahr 1982 aufgelistet. Eventuelle Änderungen und Ergänzungen, insbesondere aus der Zeit nach der Wende, sind nicht berücksichtigt, da für Sachsen aktuell keine neueren allgemein zugänglichen Bodendenkmallisten vorliegen. Die Baudenkmale sind in der Liste der Kulturdenkmale in Reichenbach/O.L. aufgeführt.
| Denkmal-ID | Fundart            | Ortsteil          | Bezeichnung                 | Zeitstellung    | Lage | Bemerkungen                                                                                               | Bild |
| ---------- | ------------------ | ----------------- | --------------------------- | --------------- | --- | --- | ---- |
| ?          | besonderer Stein   | Mengelsdorf       | Steinkreuz                  | Spätmittelalter | Ortsmitte, Dorfstraße, in einer Mauer                                                                                     | Schwerteinzeichnung, Schutz seit 26. Juni 1970                                                            |      |
| ?          | besonderer Stein   | Niederreichenbach | Steinkreuz                  | Spätmittelalter | nordwestlich des Orts, nördlich an der Straße von Reichenbach nach Schöps                                                 | Schwerteinzeichnung, Schutz seit 26. Juni 1970                                                            |      |
| ?          | Befestigung > Burg | Obersohland       | Wehranlage „Rotsteinwall“   | Mittelalter     | westnordwestlich des Orts, südlich auf dem Gipfel des Rotsteins, auf dem Gebiet der Gemarkungen Obersohland und Bischdorf | vorgezogener weitgreifender Vorwall mit Hauptburg, Schutz seit 26. Juli 1939, erneuert 20. September 1958 |      |
| ?          | Befestigung > Burg | Oehlisch          | Wallanlage „Schanze“        | Slawenzeit      | im nordwestlichen Ortsteil zwischen Stein- und Belgermühle, am westlichen Hochufer des Schwarzen Schöps                   | Spornbefestigung, Wälle eingeebnet, Schutz seit 29. Juni 1937, erneuert 22. August 1958                   |      |
| ?          | Befestigung > Burg | Schöps            | Wallanlage „Große Schanze“  | Slawenzeit      | nördlicher Ortsrand, östliches Hochufer des Schwarzen Schöps                                                              | Ringbefestigung in Hanglage, Schutz seit 16. Juli 1955                                                    |      |
| ?          | Befestigung > Burg | Schöps            | Wehranlage „Kleine Schanze“ | Mittelalter     | südlicher Ortsrand, östliches Hochufer des Schwarzen Schöps                                                               | fast geschlossene Abschnittsbefestigung, Schutz seit 16. Juli 1955                                        |      |